# 2011-es Milánó–Sanremo-kerékpárverseny
A 2011-es Milánó–Sanremo-kerékpárverseny  a 102. volt 1907 óta. 2011. március 19-én rendezték meg. A verseny része volt a 2011-es UCI World Tournak. Elsőként Matthew Goss haladt át a célvonalon, őt követte Fabian Cancellara és Philippe Gilbert.

## Csapatok
A 18 World Tour csapaton kívül 7 csapat kapott szabadkártyát, így alakult ki a 25 csapatos mezőny.
ProTour csapatok:
 AG2R La Mondiale •   Astana •   Movistar •   Euskaltel–Euskadi •   Garmin-Cervelo •   Lampre–ISD •   Liquigas–Cannondale •   Omega Pharma–Lotto •   Quick Step •   Rabobank •   HTC-Highroad •   Katyusa •   Team RadioShack •   Saxo Bank SunGard •   Sky Procycling •   BMC Racing Team •   Team Leopard-Trek •   Vacansoleil
Profi kontinentális csapatok:
 Acqua & Sapone •   Androni Giocattoli •   Farnese Vini •   Colnago-CSF Inox •   Geox-TMC •   Cofidis •   FDJ

## Végeredmény
|    | Versenyző               | Csapat              | Idő                 |
| -- | ----------------------- | ------------------- | ------------------- |
| 1  | Matthew Goss (AUS)      | HTC-Highroad        | 6:51:10             |
| 2  | Fabian Cancellara (SUI) | Team Leopard-Trek   | 6:51:10 (+00:00:00) |
| 3  | Philippe Gilbert (BEL)  | Omega Pharma-Lotto  | 6:51:10 (+00:00:00) |
| 4  | Alessandro Ballan (ITA) | BMC Racing Team     | 6:51:10 (+00:00:00) |
| 5  | Filippo Pozzato (ITA)   | Katyusa             | 6:51:10 (+00:00:00) |
| 6  | Michelle Scarponi (ITA) | Lampre-ISD          | 6:51:10 (+00:00:00) |
| 7  | Yoann Offredo (FRA)     | FDJ                 | 6:51:10 (+00:00:00) |
| 8  | Vincenzo Nibali (ITA)   | Liquigas-Cannondale | 6:51:13 (+00:00:03) |
| 9  | Greg Van Avermaet (BEL) | BMC Racing Team     | 6:51:20 (+00:00:10) |
| 10 | Stuart O’Grady (AUS)    | Team Leopard-Trek   | 6:51:22 (+00:00:12) |

## Külső hivatkozások
- Hivatalos honlap